# Eero Naapuri
Eero Johannes Naapuri (* 29. Dezember 1918 in Lammi; † 14. Dezember 1987 in Helsinki) war ein finnischer Oberst und Skisportler.

## Erfolge (Auswahl)
Bei den Olympischen Winterspielen 1948 war er im Dienstgrad Kapteeni Teilnehmer der finnischen Mannschaft beim Demonstrationsbewerb Militärpatrouille, die in dieser Disziplin die Silbermedaille gewann. Auch bei der Nordischen Skiweltmeisterschaft 1950 holte er mit seiner Mannschaft bei der Militärpatrouille die Silbermedaille.